# Золота медаль Світової академії медицини Альберта Швейцера
Золота медаль Світової академії медицини Альберта Швейцера
Нагорода Світової медичної академії імені А. Швейцера (1875–1965) – німецького філософа, медика, місіонера, лауреата Нобелівської премії миру 1952 року.
Золоту медаль Світової академії медицини Альберта Швейцера присуджують за видатні досягнення в галузі медицини та реалізацію ідей гуманізму, академія відзначає номінантів високими нагородами: золотими медалями та золотою зіркою А. Швейцера, почесними званнями.